# Jibril Hodges
Jibril Imani Hodges (* 16. Februar 1984 in San Diego) ist ein US-amerikanischer Basketballtrainer. Während seiner Spielerkarriere war Hodges unter anderem bei Vereinen in Deutschland und Luxemburg beschäftigt.

## Laufbahn

### Spielerkarriere
Hodges Vater Craig spielte in den 1980er und früheren 1990er Jahren in der NBA. Jibril wuchs im US-Bundesstaat Illinois auf spielte an der Rich East High School im Ort Park Forest nahe Chicago. Zwischen 2002 und 2006 war er Mitglied der Basketball-Mannschaft der California State University, Long Beach und studierte dort zudem Kommunikationswissenschaften.
Ab 2006 war Hodges als Berufsbasketballspieler unterwegs, spielte in der US-Liga CBA, ehe er im Oktober 2008 vom USC Heidelberg aus der deutschen 2. Bundesliga ProA verpflichtet wurde. Er hinterließ in Heidelberg bis zum Ende der Saison 2009/10 den Eindruck eines Aufbauspielers mit erheblicher Offensivkraft, der zuverlässig punktete.
Nachdem sich im Sommer 2010 ein Engagement beim Bundesligisten Giants Düsseldorf nach einem Probetraining zerschlagen hatte, spielte Hodges zwischen Oktober 2010 und dem Saisonende 2011/12 in der ersten ungarischen Liga: Zunächst für Atomeromu SE Paks, dann für Jaszberenyi KSE.
Im Herbst 2012 stand er kurzzeitig beim ETB Essen in der 2. Bundesliga ProA unter Vertrag, verließ dann Deutschland jedoch in Richtung Luxemburg, wo er bis Ende Januar 2016 für den Erstligaverein Basket Esch spielte. Aufgrund eines Knorpelschadens im Knie musste er anschließend seine Laufbahn als Berufsbasketballspieler einstellen.

### Trainerkarriere
Hodges, dessen Ehefrau Deutsche ist, blieb im Anschluss an seine Zeit als Spieler im Basketballgeschäft und übernahm im Oktober 2016 bis Saisonende 2016/17 bei der BG Karlsruhe in der 2. Bundesliga ProB seine erste Trainerstelle.